# Gacno Małe
Gacno Małe – jezioro lobeliowe w woj. pomorskim, w powiecie chojnickim, w gminie Chojnice, leżące na terenie Równiny Charzykowskiej i Parku Narodowego „Bory Tucholskie”. Stanowi obszar ochrony ścisłej.

## Informacje ogólne
Akwen ma powierzchnię 15,5 ha, maksymalną głębokość 5,6 m, przy średniej głębokości 3,1 m. Położony jest w południowo-zachodniej części parku narodowego, w pobliżu jego granicy. Sąsiaduje z jeziorem Gacno Wielkie, również lobeliowym.

## Przyroda
Jezioro jest obszarem ochrony ścisłej z uwagi na konieczność zachowania oligotroficznego charakteru akwenu oraz specyficznej roślinności wodnej i torfowiskowej. Występują tu oba gatunki wskaźnikowe dla jezior lobeliowych: lobelia jeziorna i poryblin jeziorny. Oprócz nich rosną też: wywłócznik skrętoległy, elisma wodna oraz jeżogłówka pokrewna. Obficie występują tu torfowce – przede wszystkim torfowiec spiczastolistny oraz trzy gatunki rosiczek - rosiczka okrągłolistna, rosiczka długolistna i rosiczka pośrednia (ta pierwsza obficie). Pozostałe rośliny występujące nad akwenem to m.in.: żurawina błotna, bobrek trójlistkowy, przygiełka biała, turzyca bagienna oraz widłaczek torfowy, który na terenach polskich występuje rzadko. Z ryb bytuje tu karaś pospolity.

## Turystyka
Północnym skrajem jeziora prowadzi ścieżka dydaktyczna z Funki do Bachorza.